# The Slap – Nur eine Ohrfeige
The Slap – Nur eine Ohrfeige (Originaltitel: The Slap) ist eine achtteilige, australische Fernseh-Miniserie. Sie beruht auf dem mehrfach ausgezeichneten Roman Nur eine Ohrfeige des australischen Autors Christos Tsiolkas. Ausgangspunkt der Handlung ist, dass ein Mann ein Kind ohrfeigt, mit dem er nicht verwandt ist.
Die Serie wurde vom australischen Sender ABC1 zwischen dem 6. Oktober und dem 24. November 2011 erstmals ausgestrahlt. Die Erstausstrahlung der deutschen Synchronfassung war vom 5. September bis 26. September 2013 auf Arte zu sehen.
Kritiker nahmen The Slap – Nur eine Ohrfeige überwiegend wohlwollend auf. Die Serie erhielt mehrere australische Fernsehpreise und war international unter anderem für einen Emmy nominiert.

## Inhalt

### Hauptfiguren
Die Hauptfiguren sind zu Beginn der Handlung durch Freundschaft oder Familie miteinander verbunden. Die freundschaftlichen Bindungen ändern sich teilweise im Laufe der Serie.
- Hector ist ein Australier griechischer Abstammung. Er ist vierzig Jahre alt und hat anscheinend alles erreicht. Er gehört der Mittelschicht an, ist finanziell abgesichert und sportlich durchtrainiert. Er ist mit der schönen Aisha verheiratet, mit der er zwei Kinder hat. Gemeinsam leben sie in einem Haus mit Garten in einem Vorort von Melbourne.
- Aisha ist Hectors Frau. Sie hat mauritische und indische Wurzeln. Mit ihrer Stärke und ihrem Temperament gibt sie den Ton in der Familie an. Sie ist Tierärztin und betreibt eine eigene Praxis.
- Anouk ist eine Freundin von Aisha. Sie ist Chefdramaturgin und Autorin einer international erfolgreichen Seifenoper. Sie träumt jedoch davon, einen Roman zu schreiben. Sie hat ein Verhältnis mit Rhys, dem Star der Seifenoper, der rund zwanzig Jahre jünger ist als sie.
- Rosie ist ebenfalls eine Freundin von Aisha. Sie vergöttert ihren fünfjährigen Sohn Hugo, den sie noch stillt. Ihr Mann Gary ist Trinker.
- Harry ist Hectors Cousin und ein erfolgreicher self-made man, der als Mechaniker seine eigene Autowerkstatt betreibt. Er lebt mit seiner Frau und seinem Sohn in einem modernen Haus am Strand, mit Pool und Tennisplatz.
- Manolis ist Hectors Vater. Er ist als junger Mann von Griechenland nach Australien eingewandert. Er nähert sich dem Ende seines Lebens; seine Freunde sterben einer nach dem anderen. Ehre und der Zusammenhalt der Familie sind ihm wichtig, auch wenn er die Ansichten der nachfolgenden Generationen oft nicht teilt.
- Connie ist eine 17-jährige Waise, die bei ihrer Tante lebt. Sie absolviert ihr letztes Jahr auf der Highschool, arbeitet nebenher als Babysitterin und hilft in Aishas Praxis aus. Sie schwärmt für den wesentlich älteren Hector.
- Richie geht mit Connie zur Schule und ist ihr bester Freund. Wie Connie ist er noch unsicher über seine Identität und seine moralischen Werte.

### Handlung
Jede Folge zeigt die Geschehnisse aus Sicht einer der Hauptfiguren. Die erste Folge schildert, wie es zu der Ohrfeige kommt. Die weiteren Folgen beschreiben, wie sich das Ereignis in den Wochen danach auf die Hauptfiguren auswirkt.

#### Folge 1:Hector
Anlässlich Hectors 40. Geburtstag treffen sich seine Freunde und seine Familie zum Grillen. Zu der Party lädt Hector kurzfristig auch Connie ein. Sie bringt ihren besten Freund Richie mit. Hector flirtet immer wieder mit ihr, verborgen vor den anderen Gästen. Derweil spielen die anwesenden Kinder im Garten. Als Rosies verwöhnter fünfjähriger Sohn Hugo die anderen Kinder mit einem Cricket-Schläger angreift, geht Harry dazwischen und ohrfeigt ihn vor den Augen der anderen Gäste. Daraufhin löst sich die Party-Gesellschaft in heftigem Streit auf.

#### Folge 2:Anouk
Anouk ist durch die Pflege ihrer krebskranken Mutter eingebunden. Sie lehnt Rhys’ Vorschlag ab, beide sollten ihre Anstellung aufgeben und durch Europa reisen. Rosie hat Harry wegen der Ohrfeige angezeigt, die Partygäste sollen vor Gericht aussagen. Anouk weigert sich, Hugo in Schutz zu nehmen, da er ihrer Ansicht nach die Ohrfeige verdient hatte. Dadurch bringt sie ihre Freundinnen Rosie und Aisha gegen sich auf. Selbst kinderlos, fühlt sie sich von diesen nicht ernst genommen. Gleichzeitig scheint ihr Rhys zu jung, um mit ihm eine Familie zu gründen. Als sie von ihm schwanger wird, lässt sie eine Abtreibung vornehmen.

#### Folge 3:Harry
Der Freundeskreis teilt sich immer mehr in zwei Lager. Anouk steht zwischen den Fronten: Sie hält die Reaktion von Hugos Eltern für überzogen, fühlt sich aber Rosie als Freundin verbunden. Ähnlich geht es Hector: Ist er gegenüber seinem Cousin Harry loyal, wird er Rosie und damit auch seine Frau Aisha gegen sich aufbringen. Harry trifft sich mit einem Anwalt, um sich auf den Gerichtsprozess vorzubereiten. Auf Drängen seiner Familie versucht er außerdem, sich bei Rosie und Gary zu entschuldigen, um den Prozess abzuwenden. Bei dem Gespräch, zu dem Hector ihn begleitet, wird er von Rosie provoziert, bis die Situation erneut eskaliert und Harry schimpfend weggeht.

#### Folge 4:Connie
Connie schwärmt weiterhin für Hector. Auf Aishas Bitten passt sie eines Abends auf Aishas und Hectors Kinder auf. Anschließend fährt Hector sie nach Hause. Bei dieser Gelegenheit startet Connie einen weiteren Annäherungsversuch, auf den Hector eingeht. Am Abend darauf gesteht Connie ihm ihre Liebe. Aber Hector erklärt ihr, dass er bereut, was am Abend zuvor geschehen ist, und dass er seine Familie nicht verlassen wird. Connie vertraut sich ihrem Freund Richie an. Wütend auf Hector behauptet sie, er habe sie vergewaltigt, bittet Richie aber, dies geheim zu halten. Dann stürzt sie sich ins Partyleben.

#### Folge 5:Rosie
Bei der Gerichtsverhandlung gegen Harry sind nur Connie und Rosies Freundin Shamira bereit, zu seinen Ungunsten auszusagen. Harrys Anwalt führt Rosie vor, indem er Details aus ihrem Privatleben enthüllt, die sie als verantwortungslose Mutter dastehen lassen. Das Gericht verhängt keine Strafe über Harry wegen Geringfügigkeit der Tat. Nach dem Prozess betrinkt sich Gary und kündigt an, nicht mehr nach Hause kommen zu wollen. Der widerwillige Versuch von Shamiras Mann Bilal, Gary nach Hause zu bringen, scheitert und endet darin, dass Bilal Rosie den Kontakt zu Shamira untersagt.

#### Folge 6:Manolis
Verärgert beobachtet Manolis, wie sich seine Familie seit der Ohrfeige entfremdet. Weil Aisha Harry nicht vergeben kann, distanziert sie sich von Hectors Familie, erscheint nicht einmal auf der Beerdigung von Hectors Paten. Hector streitet sich mit Harry, weil dieser Privates über Rosie an seinen Anwalt weitergegeben hat. Manolis versucht, die Cousins zu versöhnen. Doch Hector ist mit seinen eigenen Problemen beschäftigt: Er wird von einem Unbekannten per SMS wiederholt als „Vergewaltiger“ beschimpft.
Auf der Trauerfeier schlägt Manolis seinen alten Freund Thanasis, nachdem dieser mit Manolis Frau geflirtet hat. Daraufhin bringt ihn Hector von der Trauerfeier weg. In einer griechischen Kneipe gesteht Hector seinem Vater seine Affäre mit Connie und Manolis offenbart Hector, dass er Hectors Mutter nur geheiratet hat, weil sie schwanger war. Manolis betrinkt sich auf dem Heimweg mit einem alten Freund, der todkrank ist; danach besucht er eine Prostituierte. Als er nach Hause zurückkehrt, fühlt er sich seiner Frau seit langem wieder näher.

#### Folge 7:Aisha
Rosie hat nach der Gerichtsverhandlung den Kontakt mit Aisha abgebrochen. Mit Hector streitet sich Aisha immer wieder wegen des Prozesses und weil sie den Griechenlandurlaub mit Hectors Familie abgesagt hat. Auf einem Kongress für Tierärzte trifft Aisha auf den erfolgreichen und charismatischen Arzt und verbringt eine Nacht mit ihm. Danach fährt sie zu Hector in ein Resort, wo die beiden ihren Hochzeitstag feiern wollen. Beim Abendessen bricht Hector allerdings weinend zusammen und gesteht Aisha, dass er eine Affäre hatte, ohne zu sagen, mit wem. Aisha spielt ihm Entrüstung vor, hat jedoch kaum noch Gefühle für Hector.
Aisha versucht, sich mit Rosie zu versöhnen. Als sie ihr jedoch sagt, dass Harry schon einmal gewalttätig gegen seine Frau war, kommt es erneut zum Streit, weil dies wichtig für die Verhandlung gegen Harry gewesen wäre.

#### Folge 8:Richie
Im Glauben, Hector habe Connie vergewaltigt, setzt Richie ihn mit anonymen SMS unter Druck. Gleichzeitig fühlt er sich zu dem attraktiven Mann hingezogen. Als er ihn in der Umkleide eines Schwimmbads heimlich fotografieren will, erwischt ihn Hector und erkennt in ihm den SMS-Schreiber. Richie rennt weg.
Connie lässt sich von Richie nicht überreden, Hector wegen der vermeintlichen Vergewaltigung anzuzeigen. Verzweifelt vertraut Richie das Geheimnis Rosie und Gary an. Diese konfrontieren Aisha damit. Connie klärt jedoch auf, dass Hector sie nicht vergewaltigt hat, und verrät, dass Richie sich von Hector angezogen fühlt. Beschämt unternimmt Richie einen Suizidversuch, wird jedoch von seiner Mutter gerettet. Danach entwickelt er mehr Selbstvertrauen, entschuldigt sich bei Hector und geht offen mit seiner Homosexualität um.

## Produktionsgeschichte

### Vorproduktion
Im Mai 2009 gab die Produktionsgesellschaft Matchbox Pictures bekannt, Christos Tsiolkas’ Roman Nur eine Ohrfeige als Fernsehserie zu adaptieren. Vorausgegangen war ein Bieterwettstreit um die Rechte an der Verfilmung des Werkes. An der Auswahl des Produktionsunternehmens beteiligte sich der Autor Tsiolkas selbst. Eine wichtige Personalie für ihn war Tony Ayres von Matchbox Pictures, dessen Filme Tsiolkas kennt und mag. Ayres wurde der Showrunner der Serie, fungierte zugleich als Produzent und führte bei zwei Episoden Regie. Weitere Produzenten waren Helen Bowden, Michael McMahon. Als ausführende Produzentin stand ihnen Penny Chapman zur Seite.

#### Entwicklung der Drehbücher
Da die Romanvorlage acht Episoden aus Sicht jeweils einer Hauptfigur erzählt, gab sie der Serie eine achtteilige Struktur vor. Gleichzeitig sollte vermieden werden, dass acht in sich geschlossene Folgen entstehen, die die Adaption wie einen Episodenfilm wirken lassen. Um diesem Effekt entgegenzuwirken, wurden zwei Handlungsbögen entwickelt, die die einzelnen Episoden miteinander verbinden: Für den einen lieferte der von Rosie eingeleitete Gerichtsprozess den Stoff, für den anderen die Schwärmerei von Connie für Hector.
Auch personell wurden die Episoden getrennt. Es wurden vier Regisseure ausgewählt, um jeweils zwei der Episoden in ihrem eigenen Stil umzusetzen. Neben Ayres sind dies Robert Connolly, Jessica Hobbs und Matthew Saville. Gleichermaßen zeichnen unterschiedliche Autoren für die Drehbücher der einzelnen Episoden verantwortlich. Je zwei der Drehbücher stammen von Kris Mrksa, Emily Ballou und Brendan Cowell, jeweils eines von Alice Bell und Cate Shortland. Tsiolkas, der Autor der Romanvorlage, stand den Drehbuchautoren als Berater zur Seite. Er lehnte es jedoch ab, selbst an den Drehbüchern zu schreiben, denn er hielt neue Einflüsse für wichtig bei der Adaption des Romans für den Bildschirm.
Drei Wochen lang arbeiteten Regisseure gemeinsam mit Tsiolkas und den Drehbuchautoren die Drehbücher durch. Sie besprachen den Stil der Serie und die Darstellung der Figuren. Sie machten sich zur Philosophie, dass jede Folge eine Figur erforschen solle, ohne sie zu kritisieren. Die Figuren sollten ihre Ecken und Kanten behalten und in aller Offenheit und Härte dargestellt werden, die die Romanvorlage kennzeichneten. Gleichzeitig sollte dem Publikum nicht verwehrt bleiben, Verständnis und Mitgefühl für eine Figur aufbringen zu können. Später, während des Filmschnitts wurden die Ergebnisse dieser Herangehensweise überprüft. Zwei Versuchsgruppen wurden Ausschnitte der Serie gezeigt; die einen hatte die Romanvorlage gelesen, die anderen nicht. Die ersten fanden am meisten Gefallen an der Episode Rosie, obwohl ihnen die im Buch besonders missfallen hatte. Die Versuchspersonen sagten laut Produzentin Bowden allesamt aus, Rosie sei zwar nicht anders, aber verständlicher geworden.

#### Besetzung der Rollen
Die Auswahl der Schauspieler leitete Jane Norris als Casting Director; Norris ist mit dem Regisseur Connolly verheiratet. Die Verantwortlichen legten bei der Rollenbesetzung Wert darauf, dass die Schauspieler so gut wie möglich zur ethnischen Herkunft der Figuren passten. Im Falle von Aisha – in der Romanvorlage eine Figur anglo-indischer Herkunft – führte das zu einem langwierigen Auswahlprozess. Connolly flog nach London, um dort Schauspielerinnen britisch-indischer Abstammung vorsprechen zu lassen. Nachdem er Sophie Okonedo kennengelernt hatte, die nigerianische und aschkenasische Wurzeln hat, fiel die Entscheidung, das Drehbuch anzupassen; die Rolle war nun von mauritisch-indischer Abstammung. Tsiolkas stand diesen Veränderungen sehr offen gegenüber, berichtete Connolly später. Ihm sei es im Wesentlichen darauf angekommen, dass sich Aisha selbst wegen ihrer Herkunft nicht in der Mitte der australischen Gesellschaft sieht, eine Gemeinsamkeit, die sie mit Hector und seiner eng verknüpften griechischen Familie verbindet.
Für die Produzentin Bowden war es außerdem wichtig, Darsteller zu finden, die frisch und unbekannt wirken würden. Als Offenbarung bezeichnete sie, dass Norris Jonathan LaPaglia für die Rolle Hectors vorgeschlagen hatte. Mit ihm einen australischen Schauspieler im passenden Alter gefunden zu haben, der zugleich erfahren und dem breiten Publikum in Australien noch unbekannt ist, sei „ein Juwel“.

### Dreharbeiten
Die Dreharbeiten begannen am 19. Januar 2011. Die Serie wurde so nah wie möglich an den Orten gedreht, die der Roman vorgibt. Sie führt diese geografische Genauigkeit dem Zuschauer allerdings nicht durch Wahrzeichen oder ähnliche Orientierungspunkte vor Augen. Hauptort der Handlung ist die australischen Metropole Melbourne, insbesondere die Stadtteile Alphington, Northcote und Fitzroy. Abweichungen gibt es zum Beispiel bei der Lage von Hectors und Aishas Haus, das der Roman in Northcote ansiedelt, die Fernsehserie in Alphington. Um ihren Hochzeitstag zu feiern, fahren Hector und Aisha nach Byron Bay, nicht nach Bali. Tsiolkas reagierte auf diese Änderungen gelassen: Wichtig sei, was mit den Charakteren geschehe, nicht wo dies geschehe.

### Deutsche Synchronfassung
Die deutsche Synchronfassung schuf Berliner Synchron. Regie führte Monica Bielenstein nach Dialogbüchern von Regina Kette; Uta Cappel war für die Redaktion verantwortlich.

### Darsteller und Synchronsprecher
| Rolle    | Darsteller        | Synchronsprecher     |
| -------- | ----------------- | -------------------- |
| Hector   | Jonathan LaPaglia | Peter Flechtner      |
| Anouk    | Essie Davis       | Sabine Arnhold       |
| Harry    | Alex Dimitriades  | Jan-David Rönfeldt   |
| Connie   | Sophie Lowe       | Maximiliane Häcke    |
| Rosie    | Melissa George    | Manja Doering        |
| Manolis  | Lex Marinos       | Kostas Papanastasiou |
| Aisha    | Sophie Okonedo    | Katrin Zimmermann    |
| Richie   | Blake Davis       | Dirk Petrick         |
| Gary     | Anthony Hayes     | Gerrit Schmidt-Foß   |
| Hugo     | Julian Mineo      |                      |
| Sprecher | William McInnes   | Oliver Siebeck       |

## Episoden
| Nr. | Deutscher Titel | Originaltitel | Erstausstrahlung Australien | Deutschsprachige Erstausstrahlung (D) | Regie           | Drehbuch       |
| --- | --------------- | ------------- | --------------------------- | ------------------------------------- | --------------- | -------------- |
| 1   | Hector          | Hector        | 6. Okt. 2011                | 5. Sep. 2013                          | Jessica Hobbs   | Kris Mrksa     |
| 2   | Anouk           | Anouk         | 13. Okt. 2011               | 5. Sep. 2013                          | Jessica Hobbs   | Emily Ballou   |
| 3   | Harry           | Harry         | 20. Okt. 2011               | 12. Sep. 2013                         | Matthew Saville | Brendan Cowell |
| 4   | Connie          | Connie        | 27. Okt. 2011               | 12. Sep. 2013                         | Matthew Saville | Alice Bell     |
| 5   | Rosie           | Rosie         | 3. Nov. 2011                | 19. Sep. 2013                         | Robert Connolly | Cate Shortland |
| 6   | Manolis         | Manolis       | 10. Nov. 2011               | 19. Sep. 2013                         | Tony Ayres      | Kris Mrksa     |
| 7   | Aisha           | Aisha         | 17. Nov. 2011               | 26. Sep. 2013                         | Robert Connolly | Emily Ballou   |
| 8   | Richie          | Richie        | 24. Okt. 2011               | 26. Sep. 2013                         | Tony Ayres      | Brendan Cowell |

## Veröffentlichung und Zuschauerzahlen
The Slap – Nur eine Ohrfeige war zum ersten Mal auf dem Melbourne International Film Festival zu sehen. Dort wurden am 4. August 2011 die ersten beiden Folgen gezeigt. Die Vorführung, bei der auch Darsteller und Mitglieder des Filmstabs anwesend waren, war ausverkauft. Die Zuschauer wählten sie unter die zehn besten Vorführungen des Festivals.
Die Erstausstrahlung im australischen Fernsehen begann am 6. Oktober 2011 auf ABC1. Der Sender der Australian Broadcasting Corporation zeigte die Serie fortan im wöchentlichen Rhythmus immer donnerstags um 20:30 Uhr. Jeweils einen Tag später wurden die Episoden beim Schwestersender ABC2 um 21:30 Uhr wiederholt. Bei der Erstausstrahlung auf ABC1 erreichte The Slap – Nur eine Ohrfeige stabile Einschaltquoten, blieb aber hinter den Erwartungen zurück. So wurde erste Folge von rund 946.000 Zuschauern gesehen. Damit blieb die Premiere unterhalb der Marke von einer Million, die als Kennzeichen für einen Erfolg auf ABC1 gilt.
Die deutsche Synchronfassung wurde ab dem 5. September 2013 von Arte veröffentlicht. Der Sender strahlte immer donnerstags ab 20:15 Uhr zwei Folgen aus. Die Einschaltquoten waren anfangs sehr gut: Die erste Folge erreichte 250.000 Zuschauer, die zweite im direkten Anschluss sogar 270.000. Die Marktanteile lagen damit bei einem Prozent, für Arte ein überdurchschnittlicher Wert. Die weiteren Doppelfolgen konnten diese Quote jedoch nicht halten. Im Schnitt sahen jeweils 210.000 Zuschauer die acht Folgen, was einem Marktanteil von 0,8 Prozent entspricht. Dies entspricht genau dem Senderschnitt, den Arte in der Saison 2012/2013 erzielte.

## Ausgewählte Kritikerstimmen

### Australien
Die australische Presse nahm die Serie überwiegend positiv auf. Im Daily Telegraph wurde die Serie als die „wohl beste australische Dramaserie des Jahres [2011]“ gelobt. Dimitriades, Lowe und George hätten „atemberaubende Darstellungen geliefert, die weltweit Anerkennung finden sollen.“ Großartig an der Serie seien aber „die Schattierungen zwischen Schwarz und Weiß, [und] der Treibsand, der diejenigen verschlingt, die sich moralisch im Recht fühlen.“
Zu einem uneinheitlichen Urteil kam der gemeinsame Kritiker-Stab der Schwesterzeitungen The Age und The Sydney Morning Herald. Während die meisten seiner Kollegen der Serie großes Lob aussprachen, kam Clem Bastow – bereits nach einer Episode – zu einer anderen Auffassung: „… lustlose Regie und lebloser Schnitt (lange Pausen zwischen großen Dialog-Schwaden), eine Adaption, die lange Abschnitte der Erzählung in mundgerechte Häppchen quetscht (man beobachte Hectors und Connies Sturzflug von flirtenden Blicken und Küssen, bis Connie plötzlich findet, er sei abstoßend), zwischen all dem wandern die Darsteller umher.“ Weiter bezeichnet Bastow den Hauptdarsteller LaPaglia als „einen [der] am wenigsten charismatischen Schauspieler [Australiens]“, und „üblicherweise verlässliche Talente“ wie George, Hayes, Dimitriades und Okonedo hätten auf ihn verloren und hin und wieder panisch gewirkt.
Dagegen schrieb beispielsweise Jason Steger ebenfalls nach der ersten Episode, diese verspreche viel für die kommenden sieben: „Das waren 55 Minuten geschickt geschriebenen Fernsehens, die Tsiolkas’ Wunsch treu bleiben, das Melbourne der Gegenwart zu porträtieren. […] Was mich beeindruckte, war das Casting und die schauspielerischen Leistungen.“ Larissa Dubecki meinte: „Ganz einfach, The Slap […] ist ein Triumph, […] eine Serie, die man gesehen haben muss.“ Und Jim Schembri bezeichnete The Slap als „brillante, bezaubernde, aufwendig gestrickte Miniserie. […] The Slap ist schlichtweg eine großartige Geschichte für Erwachsene, so verstörend in der Erforschung von tief verwurzelten Vorurteilen der Vorstadt und gleichermaßen hinreißend.“ Letztendlich verlieh der Sydney Morning Herald der Serie mit einhelliger Kritiker- und Lesermeinung seinen Couch Potato Award für die beste australische Dramaserie 2011.
Die Online-Zeitschrift Crikey lobte: „Die Abläufe und intermenschlichen Beziehungen sind von Anfang an fesselnd, die Geschichte [hat] tatsächlich Biss und Spannung, ohne Vorurteilen über Rasse oder Kultur nachzugeben. The Slap zeigt die multi-kulturelle australische Mittelschicht auf einer Weise, die in Film und Fernsehen selten zu sehen ist.“ Regisseure und Darsteller seien ein solides Ensemble von australischen Talenten. Ausgehend von den ersten beiden Episoden sei „wahrscheinlich, dass The Slap bei den Kritikern und beim Publikum ein Riesenerfolg werden wird.“

### Deutscher Sprachraum
Auch im deutschen Sprachraum fielen die Kritiken vornehmlich gut aus. Die tageszeitung beschrieb The Slap als „eine über acht Folgen in sich geschlossene Geschichte, die nicht nur hinter die frisch verputzten Reihenhausfassaden gucken will, sondern ein Panorama der gesamten australischen Gesellschaft zeichnet, quer durch Einwanderermilieus und soziale Schichten.“
In ähnlicher Weise hob die Süddeutsche Zeitung die Erzählstruktur der Serie hervor. Sie sei „kein großes, bildgewaltiges Erzählfernsehen, sondern eine Sammlung kleiner Erzählungen, aus denen sich ein großes Bild ergibt.“ Auch der Standard sah eine der Stärken der Serie im Zusammensetzung der Einzelschicksale zu einer Gesamtgeschichte: „In acht Folgen verbinden sich acht individuelle Geschichten zu einem großen Ganzen: ein Familienfest als Fahrt in der Geisterbahn menschlicher Abgründe.“
Die Frankfurter Allgemeine Zeitung merkte an, dass The Slap gekennzeichnet sei „von einem schwer erträglichen Hang zum Melodramatischen.“ Das jedoch unterstreiche die bedrückende Leere der von finanzieller Sorgenfreiheit ausgehöhlten Figuren. So gelinge es der Serie, das Scheitern der Lebensentwürfe vor Augen zu führen. Am stärksten sei sie, „wenn gerade nicht gestritten oder getrauert wird, sondern alle mit ihren Getränken im Kreis stehen und sich gegenseitig anschweigen.“ Für Spiegel Online war dies ein Verdienst der Fernseh-Adaption: „Es ist die große Leistung der Schauspieler und der Regie, dass die Charaktere nicht zu Abziehbildern zu Geld gekommener Aussie-Asis verkommen. Unter ihrem Wüten werden immer neue Facetten ihrer Person offengelegt, der Konsumwahn geht mit Feingeist, ja Empfindsamkeit einher.“
Das Hamburger Abendblatt befand: „Die Serie dringt tief und lebhaft in die Figuren und Probleme ein, zeigt Zweifel und Verzweiflungen, verlorene Illusionen. Ein wunderbares Gesellschaftspanorama ist so entstanden. […] Und es ist unterhaltsam. Das alles ist viel mehr als wir gewöhnlich im Fernsehen zu sehen bekommen.“

## Auszeichnungen

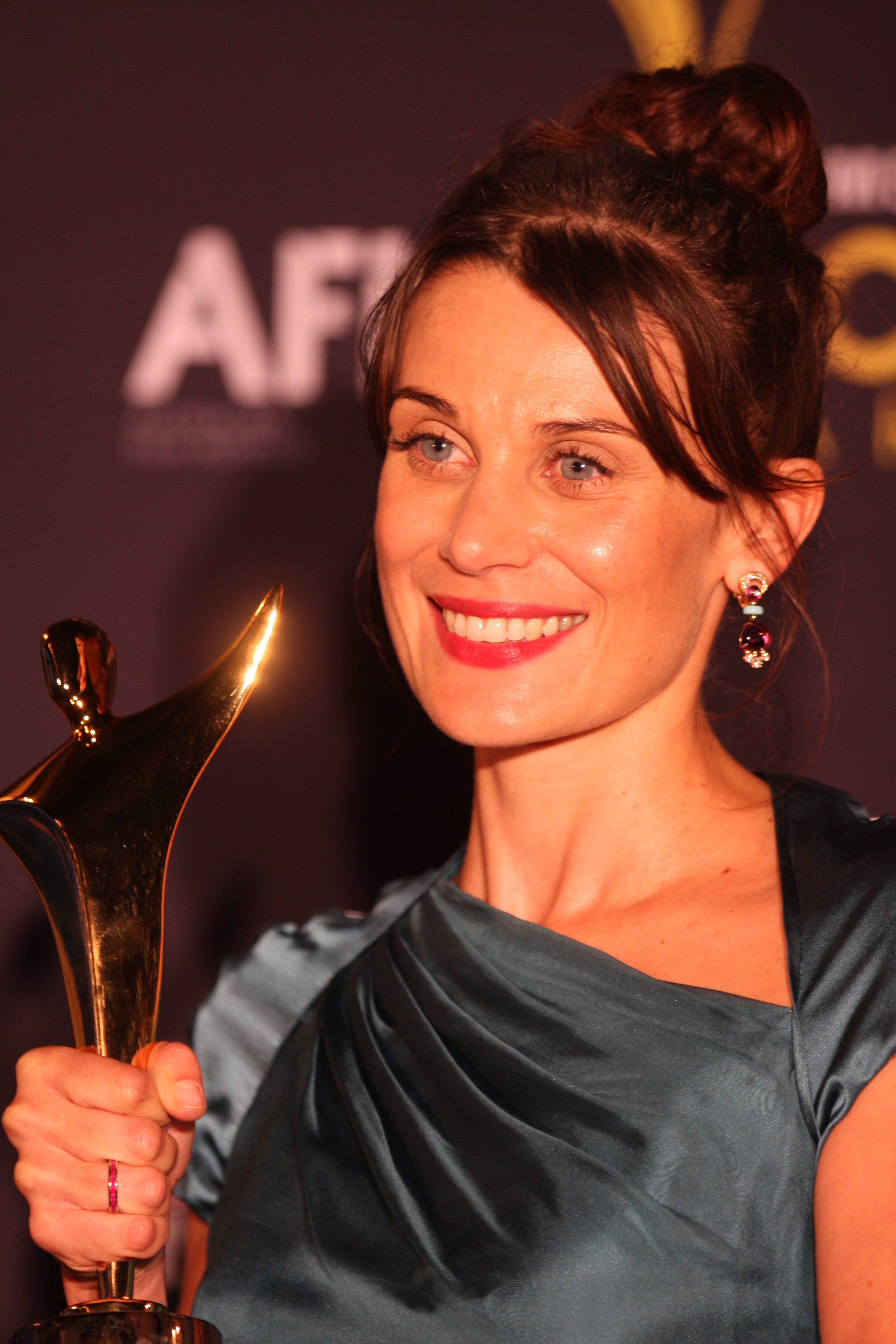
Diana Glenn mit ihrem AACTA Award

Die Serie wurde international für mehrere Fernsehpreise nominiert, unter anderem für einen Emmy, für den britischen Fernsehpreis BATA und beim Fernsehfestival Monte Carlo. Sie wurde vorwiegend im Ursprungsland ausgezeichnet, unter anderem mit fünf AACTA Awards und zwei Logie Awards.
| Preis                             | Kategorie                                              | Person                                           | Ergebnis  |
| --------------------------------- | ------------------------------------------------------ | ------------------------------------------------ | --------- |
| AACTA Awards 2012                 | Best Telefeature, Mini Series or Short Run Series      | The Slap                                         | Gewonnen  |
| AACTA Awards 2012                 | Best Lead Actor                                        | Alex Dimitriades                                 | Gewonnen  |
| AACTA Awards 2012                 | Best Lead Actor                                        | Jonathan LaPaglia                                | Nominiert |
| AACTA Awards 2012                 | Best Guest or Supporting Actress – Drama               | Diana Glenn                                      | Gewonnen  |
| AACTA Awards 2012                 | Best Director                                          | Matthew Saville                                  | Gewonnen  |
| AACTA Awards 2012                 | Best Director                                          | Jessica Hobbs                                    | Nominiert |
| AACTA Awards 2012                 | Best Screenplay                                        | Brendan Cowell                                   | Gewonnen  |
| AACTA Awards 2012                 | Best Screenplay                                        | Kris Mrksa                                       | Nominiert |
| AACTA Awards 2012                 | Best Male Performance                                  | Lex Marinos                                      | Nominiert |
| Australian Directors Guild Awards | Best Direction in a TV Drama Series                    | Matt Saville                                     | Gewonnen  |
| Australian Writers’ Guild Awards  | Television Mini Series – Adaptation                    | The Slap                                         | Gewonnen  |
| BATA 2012                         | Best International Programme                           | The Slap                                         | Nominiert |
| International Emmy Award 2012     | Beste Dramaserie                                       | The Slap                                         | Nominiert |
| Logie Awards 2012                 | Most Outstanding Drama Series, Miniseries or Telemovie | The Slap                                         | Gewonnen  |
| Logie Awards 2012                 | Most Outstanding Actor                                 | Alex Dimitriades                                 | Nominiert |
| Logie Awards 2012                 | Most Outstanding Actress                               | Melissa George                                   | Gewonnen  |
| Logie Awards 2012                 | Most Outstanding Actress                               | Essie Davis                                      | Nominiert |
| Nymphe d’Or 2012                  | Outstanding International Producer (Drama Series)      | Michael McMahon, Helen Bowden, Tony Ayres        | Nominiert |
| Nymphe d’Or 2012                  | Outstanding Actress in a Drama Series                  | Melissa George                                   | Nominiert |
| Nymphe d’Or 2012                  | Outstanding Actress in a Drama Series                  | Sophie Okonedo                                   | Nominiert |
| Nymphe d’Or 2012                  | Outstanding Actors in a Drama Series                   | Blake Davis                                      | Nominiert |
| Nymphe d’Or 2012                  | Outstanding Actors in a Drama Series                   | Anthony Hayes                                    | Nominiert |
| Screen Music Awards               | Best Television Theme                                  | Antony Partos                                    | Gewonnen  |
| Screen Music Awards               | Best Soundtrack Album                                  | Antony Partos, Michael Lira, Jono Ma, Irine Vela | Gewonnen  |
| Screen Music Awards               | Best Music for a Mini-Series or Telemovie              | Antony Partos                                    | Nominiert |